# Bejes
Bejes és una localitat que pertany al municipi de Cillorigo de Liébana, a la comarca de Liébana (Cantàbria).

## Història
Es té constància escrita d'aquest poble des de l'any 946, segons manifesta una escriptura recollida en el Cartulari de San Toribio de Liébana, en la qual un particular dona a l'església de Sant Pere i Sant Pau de Quiviesa terres i vinyes a Bejes.
Va pertànyer a la senyoria Monestir de Sant Toribi i posteriorment en l'àmbit dominical a Don Tello, veure testimoniatge en el Llibre Becerro de les Behetrías -1351- i estava privilegiat fiscalment.
Al llarg de l'Edat Moderna, Bejes segueix vinculat a la línia hereditària dels successius senyors de Liébana Don Tello, l'Almirall Diego de Mendoza i Leonor de la Vega i per descomptat al primer marquès de Santillana, Íñigo López de Mendoza.
Així, es pot provar que seguia pertanyent a aquest senyoriu al llarg de l'Època moderna, veure Ordenança de Bejes de 1600 i reforma de 1651, redactades davant els escrivans Juan González de Linares i Domingo de Corces Mier; 1739 i el Cadastre d'Ensenada, que es va fer amb els veïns de Bejes el 5 de juliol de 1752 (447 folis).
Un segle després el diccionari geogràfic-estadístic Madoz, 1845-1850, ens diu els habitants que té, que són 140 ànimes i són 32 veïns i diu que cullen blat, blat de moro, faves, mongetes, patates, lli, cànem i algunes fruites i pastures de totes classes, i sobretot ens diu que es produeix formatge i mantega en grans quantitats.

## Patrimoni
La seva església parroquial està dedicada a Santa Maria. En aquesta localitat se celebra una Festa d'Interès Turístic Regional: la de Sant Carles o del Sagrat Cor, que se celebra el primer diumenge del mes d'agost, cada cinc anys, quan acaba en 0 o en 5. S'inicia a Bejes 1 peregrinació fins a dalt del Pic del Sagrat Cor o Sant Carles (2.212 msnm), al Massís d'Ándara dels Pics d'Europa; s'oficia una Missa de Campanya, potser la que se celebra a més altitud d'Espanya; seguidament de la missa es descendeix a la campanya de les Vegas d'Ándara i se celebra un dinar i balls regionals; es descendeix a la fi del dia, amb torxes, i continua la festa amb revetlla a la població de Bejes. Sobre el Pic Sant Carles es va erigir un monument al Sagrat Cor de Jesús l'any 1900. En commemoració, Jesús de Monestir va compondre un «Himne a l'Sagrat Cor».

## Rutes de muntanya
Des de Bejes es poden emprendre rutes de muntanyisme o de senderisme, normalment d'internament en el Massís d'Ándara dels Pics d'Europa, podent citar-se:
- Bejes-Port de les Brañas, amb possible ascensió al pic de Les Agudinas. [cal citació]
- Bejes-Casetón d'Ándara, des d'on es pot ascendir a diversos cims: la Pica Mancondíu, Pic Samelar, Pic de l'Sagrat Cor i Cuetu la Junciana . [cal citació]

## Gastronomia
Bejes és molt conegut per la fabricació d'un dels formatges més famosos d'Espanya, com és el Formatge Picón Bejes-Tresviso, formatge que té Denominació d'Origen Protegida des de 1994, BOE núm.57, de 8 de març de 1994, segons ordre del Ministeri d'Agricultura Pesca i Alimentació de l'1 de març de 1994 per la qual es ratifica el Reglament de la Denominació d'Origen "Picón Bejes-Tresviso".
També són famosos els xais de Bejes, degut segurament a la ramaderia amb pastures de muntanya al Parc Nacional de Picos d'Europa. El poble té pels volts de 2100 caps d'oví-cabrum i uns 300 caps de boví, que són la base per a la producció de llet per a l'elaboració del famós formatge picón de Bejes.